# Saint-Hilaire (Alta Loira)
Saint-Hilaire è un comune francese di 197 abitanti situato nel dipartimento dell'Alta Loira nella regione dell'Alvernia-Rodano-Alpi.

## Società

### Evoluzione demografica
Abitanti censiti